# Islas Caimán en los Juegos Olímpicos de París 2024
Las Islas Caimán estuvieron representadas en los Juegos Olímpicos de París 2024 por cuatro deportistas dos hombres y dos mujeres, que compitieron en tres deportes.
Los portadores de la bandera en la ceremonia de apertura fueron el nadador Jordan Crooks y la regatista Charlotte Webster. El equipo olímpico no obtuvo ninguna medalla en estos Juegos.